# Medaillenspiegel der Olympischen Winterspiele 1980
Diese Tabelle zeigt den Medaillenspiegel der Olympischen Winterspiele 1980 in Lake Placid. Die Platzierungen sind nach der Anzahl der gewonnenen Goldmedaillen sortiert, gefolgt von der Anzahl der Silber- und Bronzemedaillen. Weisen zwei oder mehr Länder eine identische Medaillenbilanz auf, werden sie alphabetisch geordnet auf dem gleichen Rang geführt. Dies entspricht dem System, das vom IOC verwendet wird.
Zwei Silber- und keine Bronzemedaillen wurden im Skispringen von der Normalschanze vergeben, zwei Bronzemedaillen im Eisschnelllauf der Männer über 1000 m.

## Medaillenspiegel
| Platz | Mannschaft               | Gold | Silber | Bronze | Gesamt |
| ----- | ------------------------ | ---- | ------ | ------ | ------ |
| 01    | Sowjetunion (URS)        | 10   | 6      | 6      | 22     |
| 02    | DDR (GDR)                | 9    | 7      | 7      | 23     |
| 03    | Vereinigte Staaten (USA) | 6    | 4      | 2      | 12     |
| 04    | Österreich (AUT)         | 3    | 2      | 2      | 7      |
| 05    | Schweden (SWE)           | 3    | —      | 1      | 4      |
| 06    | Liechtenstein (LIE)      | 2    | 2      | —      | 4      |
| 07    | Finnland (FIN)           | 1    | 5      | 3      | 9      |
| 08    | Norwegen (NOR)           | 1    | 3      | 6      | 10     |
| 09    | Niederlande (NED)        | 1    | 2      | 1      | 4      |
| 10    | Schweiz (SUI)            | 1    | 1      | 3      | 5      |
| 11    | Großbritannien (GBR)     | 1    | —      | —      | 1      |
| 12    | BR Deutschland (FRG)     | —    | 2      | 3      | 5      |
| 13    | Italien (ITA)            | —    | 2      | —      | 2      |
| 14    | Kanada (CAN)             | —    | 1      | 1      | 2      |
| 15    | Ungarn (HUN)             | —    | 1      | —      | 1      |
| 0     | Japan (JPN)              | —    | 1      | —      | 1      |
| 17    | Bulgarien (BUL)          | —    | —      | 1      | 1      |
| 0     | Frankreich (FRA)         | —    | —      | 1      | 1      |
| 0     | Tschechoslowakei (TCH)   | —    | —      | 1      | 1      |
|       | Gesamt                   | 38   | 39     | 38     | 115    |